# NGC 7556
NGC 7556 is een elliptisch sterrenstelsel in het sterrenbeeld Vissen. Het hemelobject werd op 20 september 1784 ontdekt door de Britse astronoom William Herschel.

## Synoniemen
- MCG -1-59-9
- PGC 70855